# 1042
1042 (MXLII) fue un año común comenzado en viernes del calendario juliano.

## Acontecimientos
- 18 o 19 de abril: el emperador  Miguel V del Imperio bizantino intenta seguir siendo el único emperador, enviando a su madre adoptiva y corregente Zoe de Bizancio a un monasterio.
- 19 de abril: Miguel V del Imperio bizantino es depuesto por una revuelta popular. Zoe, emperatriz del Imperio bizantino, corregente desde 1028, se convierte en emperatriz reinante con su hermana Teodora.
- 8 de junio: Eduardo el Confesor se convierte en rey de Inglaterra.
- 11 de junio: La emperatriz Zoe se casa por tercera vez y eleva a su esposo al trono como Constantino IX.
- 12 de agosto: en Palmira (Siria) y en Baalbek (Líbano) queda registrado un terremoto que deja más 50.000 víctimas en la región.
- 2 de noviembre: en la región de la desembocadura del río Yser (en Bélgica) y en el resto de la costa de Flandes, una marejada ciclónica genera una inundación, que se menciona en los Annales Blandiniensis (escritos en Gante).
- 11 de noviembre: en Tabriz (Irán) sucede un terremoto que deja entre 40 000 y 50 000 víctimas. (Ver Terremotos entre el siglo X y el siglo XIX).
- Se forma la Taifa de Lorca.

## Nacimientos
- Urbano II, papa italiano.
- Fujiwara no Morozane, regente japonés.
- García de Galicia, rey de Galicia, hijo de Fernando I de León y de la reina Sancha de León.
- Raimundo IV de Tolosa, conde de Tolosa, marqués de Provenza y uno de los cabecillas de la Primera Cruzada y primer conde de Trípoli.
- Boleslao II el Temerario, duque y rey de Polonia.
- Gissur Ísleifsson, obispo de Skálholt.
- Luis el Saltador, conde de Turingia.
- Neusurpa Yeshe Bar, clérigo de la tradición Kadam del budismo tibetano.

## Fallecimientos
- Abú ul-Cásim, rey de la taifa de Sevilla.
- Nithard de Lieja, príncipe-obispo del Principado de Lieja.
- Ordoño Bermúdez, hijo del rey Bermudo II de León.
- Murchad mac Dúnlainge, rey de Leinster.
- Canuto Hardeknut, rey de Dinamarca e Inglaterra.
- Miguel V, emperador bizantino.
- Guillermo III de Montferrato, marqués de Montferrato y conde de Vado.
- Sigtrygg Silkiskegg, caudillo hiberno-nórdico, monarca vikingo del Reino de Dublín.
- Humberto I de Saboya, conde de Saboya.
- Anushtegin al-Duzbari, gobernador de los fatimíes en Palestina y Siria.
- Hermann I, obispo de Münster.
- Heribert, príncipe-obispo del Principado de Eichstätt.
- Gezemann, príncipe-obispo del Principado de Eichstätt.